# Famille Pollet
La famille Pollet est une famille bourgeoise et industrielle du Nord de la France du XVIIIe siècle jusqu'à nos jours. Ses membres ont occupé des postes administratifs sous l'Ancien Régime et ont fondé La Redoute et plus récemment, Promod.

## Histoire

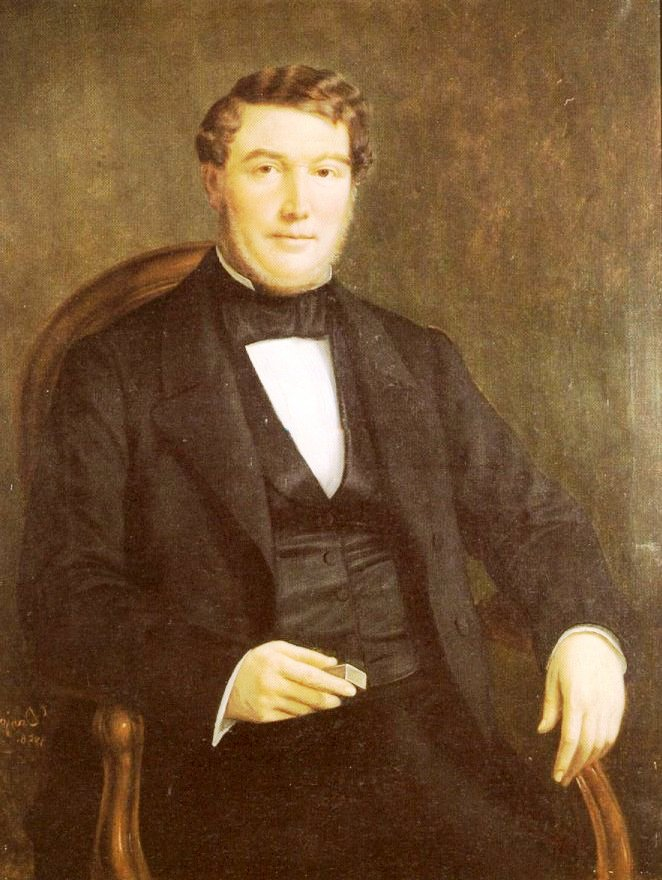
Joseph Pollet, peint par Victor Darjou en 1856.

### Les origines
La famille Pollet, de lointaine origine rurale, s'est distinguée  au XVIIIe siècle en accédant à des fonctions de justice. Plusieurs membres de la famille Pollet occupaient des fonctions administratives sous l'Ancien Régime : homme de fief, bailli, lieutenant de seigneurie.
La famille Pollet, avant de passer à l'industrie, était principalement axée sur l'agriculture où bon nombre de ses membres étaient cultivateurs, censiers, au sein de la châtellenie de Lille.
À partir du XIXe siècle, avec d'autres familles originaires de Roubaix, telles que les Mulliez et les Prouvost, elle participe à l'industrialisation de la région roubaisienne : une importante industrie textile est liée à la laine et au coton. La fondation de la société La Redoute en 1837, est à l'initiative de la famille Pollet.

### Période tourquennoise
Au début du XIXe siècle, Pierre-Joseph Pollet s'installa à Roubaix et s'adapta aux besoins agricoles de l'époque en cultivant et en distillant du grain. Cependant, il quitta ses activités agricoles en 1818 et ouvrit, avec sa femme, Pélagie Pollet-Delobel, une fabrique de genièvre à Tourcoing tout en se lançant dans l'industrie textile en étant propriétaire d'une filature de 320 mètres carrés où soixante ouvriers travaillaient. La région Lilloise était, à ce moment, en pleine effervescence à cause de cette industrie qui se révélait être très lucrative.

### Retour à Roubaix et développement industriel
Sa femme et ses enfants, Joseph, Carlos, Rosine et César, déménagèrent l'industrie familiale à Roubaix en 1832. Le fils ainé de Pierre-Joseph, Joseph, modernisa l'entreprise familiale. Pourtant, en 1842, leur affaire fit faillite à cause de lourdes dettes. Cet événement n'empêcha pas la fratrie de fonder, la même année, une nouvelle société appelée « Pollet frères et sœurs ». La qualité du textile fut priorisée, aux dépens de la quantité. Ce revirement permit à la famille, et plus particulièrement à Joseph, de se propulser dans les entrepreneurs roubaisiens les plus reconnus par leurs pairs. En 1844, conscient de la qualité des tissus qu'il produisait, il participa à l'Exposition Nationale des produits de l'industrie qui se tint à Paris en 1844. Il finit dans les lauréats et fut récompensé d'une médaille de bronze. Il participa aussi à celle de 1849 et fut, cette fois, récompensé d'une médaille d'argent. Ces récompenses le firent entrer à la Chambre consultative des Arts et Manufactures composée d'autres figures de l'industrie textile roubaisienne : Mimerel, Wattinne, Bossut, Defrenne, Descat, Roussel, Screpel, Delfosse...

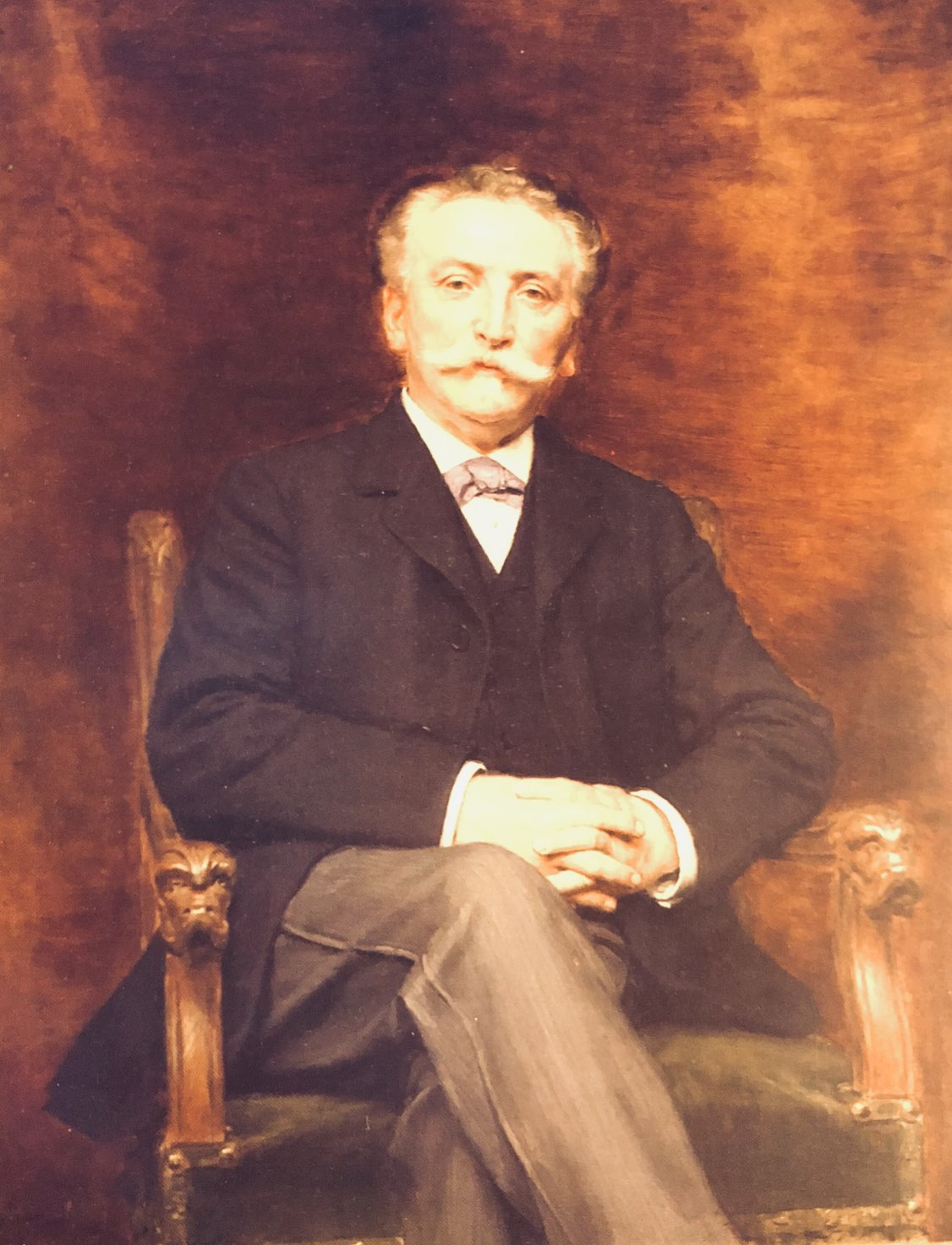
Charles Pollet-Duthoit, huile sur toile de Rémy Cogghe.

En 1859, Joseph Pollet et son fils, Charles Pollet-Duthoit, nommèrent la société qu'ils tenaient en « Joseph Pollet et Fils »,. La société se développe de plus en plus. En 1873, cinquante-sept débiteurs lui sont affiliés. Ils sont allemands, anglais, italiens, espagnols. Aristide Boucicaut en fait partie.
Les besoins de la famille se développèrent davantage en 1875. Les autres fils de Joseph Pollet, César et Joseph montèrent leurs propres industries textiles à Roubaix. Charles Pollet-Duthoit, quant à lui, s'installa rue de la Redoute par le biais de l'achat d'un terrain de 6 000 mètres carrés. Il appela sa société « Charles Pollet » et continua à travailler avec son frère cadet, César. En 1892, quatre cents ouvriers œuvraient au sein de l'entreprise.

Charles Pollet-Duthoit fit construire plusieurs demeures dans la région de Roubaix, notamment à Mouvaux. C'est l'architecte Édouard Dupire-Rozan qui réalisa les plans de la future demeure de Charles Pollet : le château Pollet, aujourd'hui détruit.

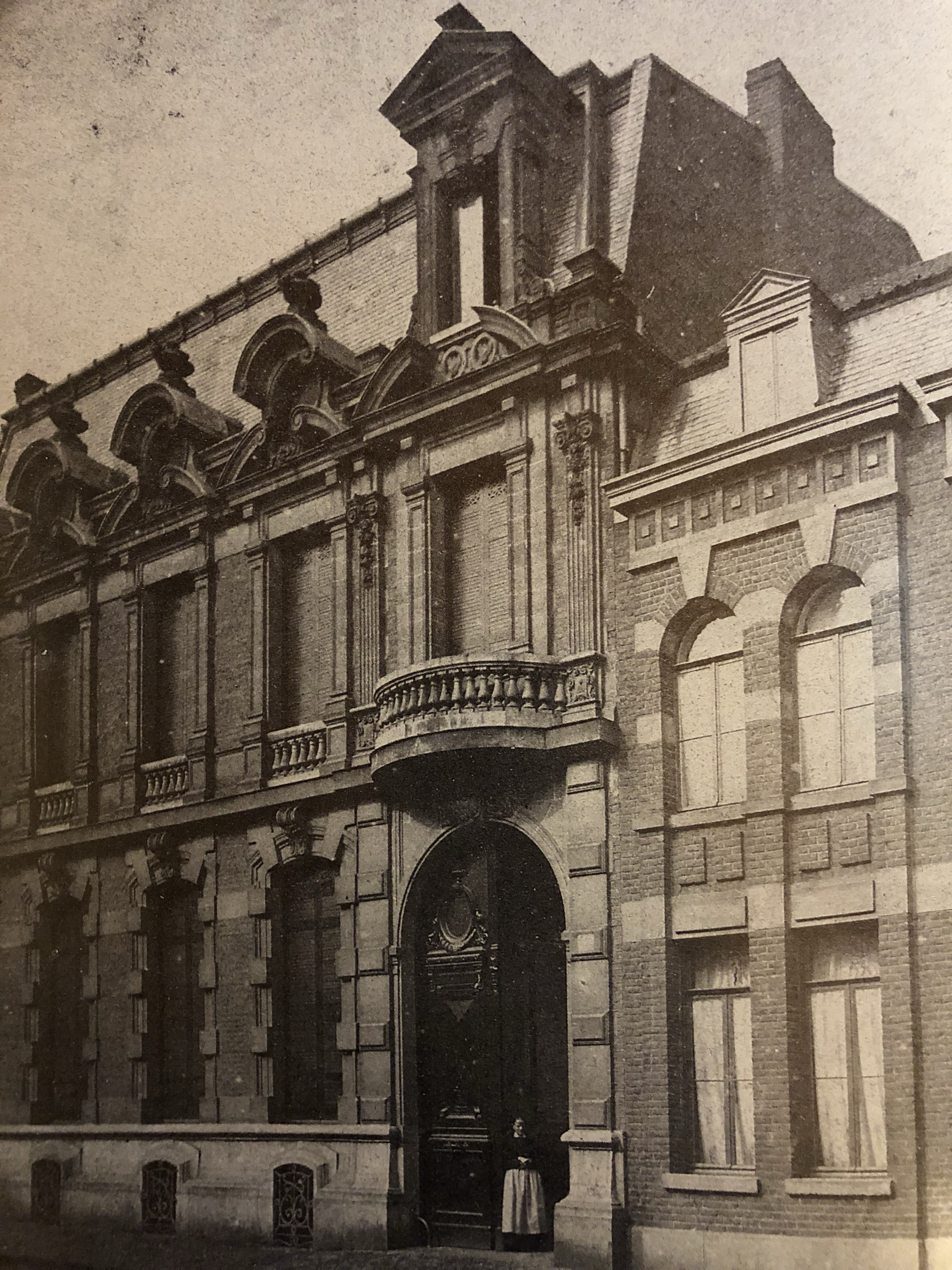
Maison construite à Roubaix par Charles Pollet-Duthoit en 1875
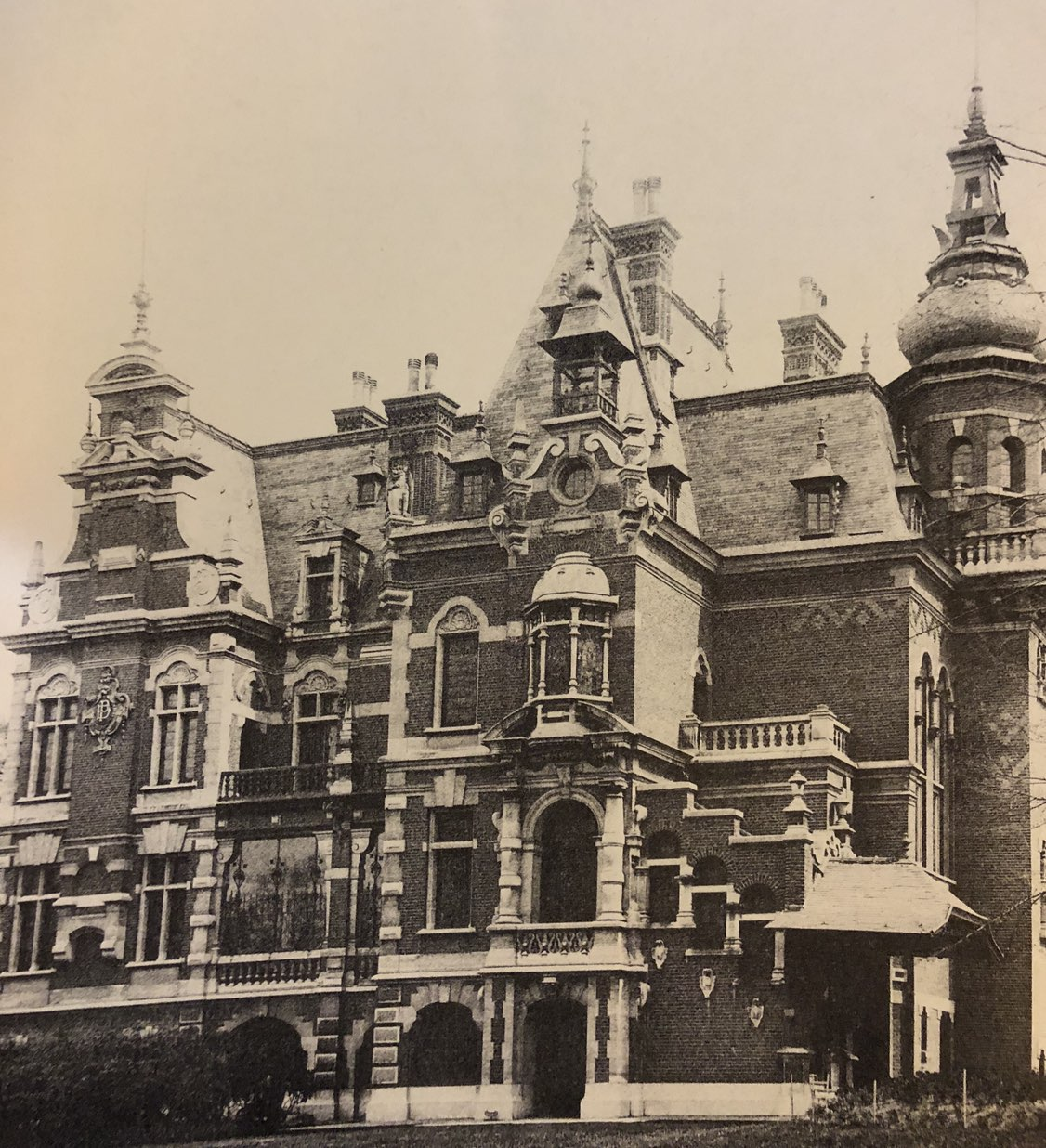
Château Pollet construit par Charles Pollet-Duthoit en 1884. Les initiales "Pollet-Duthoit" sont visibles sur la façade côté gauche.

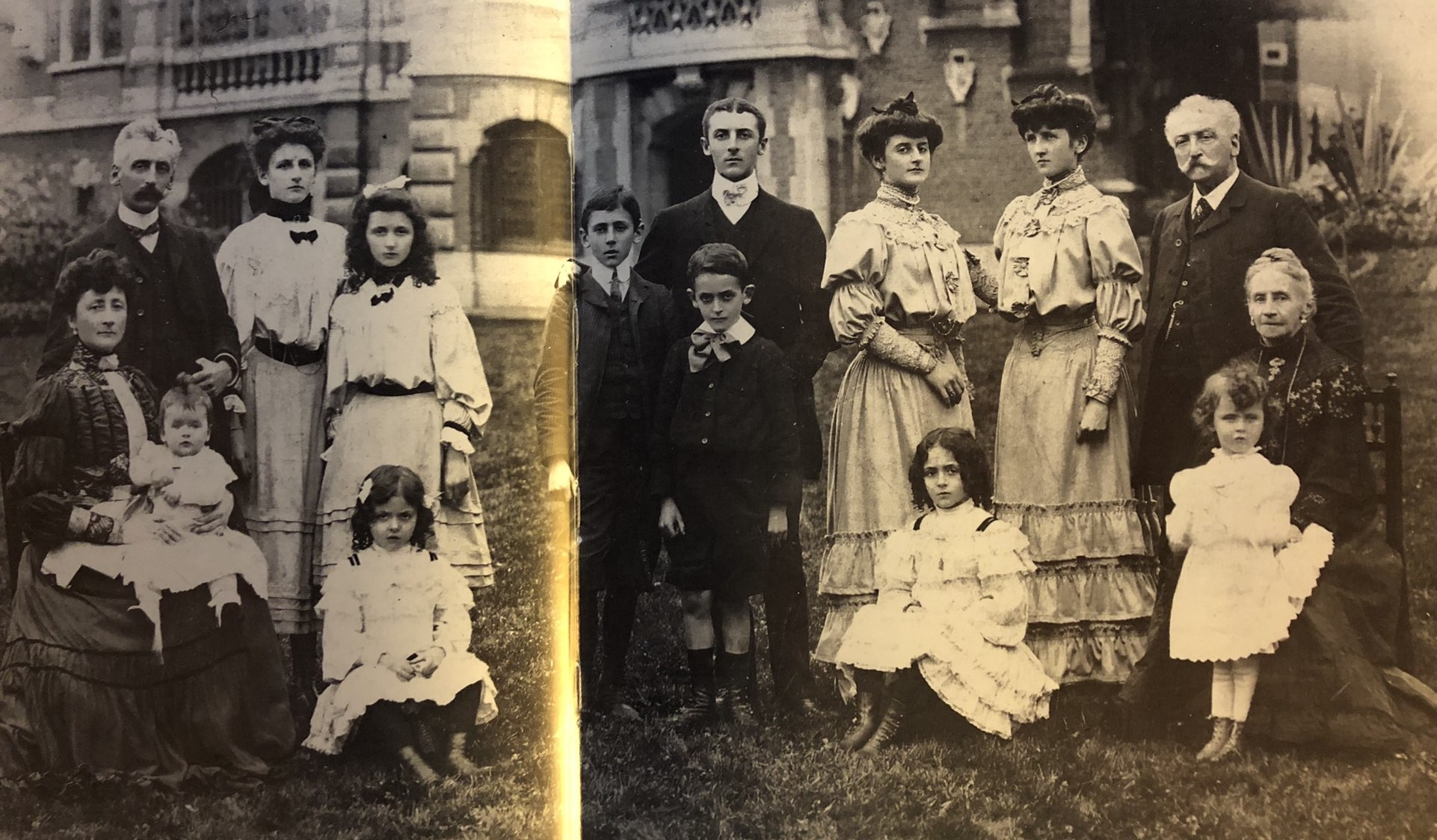
Famille Pollet en 1905. De gauche à droite au premier rang : Victorine Pollet-Screpel, Marcelle, Marie-Antoinette, Madelaine, Suzane et sa grand-mère, Marie Pollet-Duthoit. Au deuxième rang : Henri Pollet-Screpel, Marthe, Simone, Henri, Joseph, Charles, Victorine, Germaine et Charles Pollet-Duthoit.

Malgré son nouveau statut de châtelain, Charles Pollet-Duthoit, et son fils Henri Pollet-Screpel, continuèrent à faire évoluer leur riche entreprise. À cette occasion, la société « Charles Pollet » fut renommée « Charles Pollet et Fils » en 1900. Cette même année, elle employait 1360 employés.
Dès 1911, le fils ainé de Henri Pollet-Screpel, Charles Pollet-Motte, fit son entrée au sein de l'entreprise. En 1913, ce fut le tour de Henri Pollet-Six, second fils de Henri Pollet-Screpel. En 1920, Charles Pollet-Duthoit quitta la présidence de l'entreprise au profit de son troisième petit fils, Joseph Pollet-Derville.
C'est en 1922, après la mort de leur père Henri Pollet-Screpel, que les trois frères Pollet créèrent une filiale de la société mère, « Charles Pollet et Fils » : les « Filatures de la Redoute ». L'intention initiale était d'écouler les stocks inexploités de textile.
L'actuel détenteur de la fortune familiale est Francis-Charles Pollet, né le 1er novembre 1945. Dans un premier temps, il travaille en tant que membre du conseil d'administration de La Redoute. En 1975, il fonde Promod en ouvrant un magasin à Roubaix, puis en rachetant une chaîne de lingerie régionale. Il œuvre à l'évolution de Promod en privilégiant une politique d’expansion économique et de gestion familiale. Par la suite, il instaura de lui-même un comité d'administration au sein du groupe.

## Personnalités
- Guillaume Pollet (1667-1734), lieutenant de la seigneurie de Saint-Quentin[2] ;
- Joseph Pollet (1686-1744), bailli de Bourghelles[2] ;
- Bernard Pollet (1697-1747), censier de l'Estrée, homme de fief[2] ;
- Jean-Baptise Pollet (1736-1798), censier de l'Estrée, homme de fief[2] ;
- Joseph Pollet (1806-1879), censier de Roubaix puis manufacturier, fondateur de « Joseph Pollet et Fils »[2] ;
- Charles Pollet-Duthoit (1834-1927), industriel, fondateur de « Charles Pollet et Fils »[2] ;
- Henri Pollet-Screpel (1861-1921), industriel à la tête de « Charles Pollet et Fils »[2] ;
- Charles Pollet-Motte (1885-1969), industriel, fondateur de La Redoute[2] ;
- Henri Pollet-Six (1891-1967), industriel, fondateur de La Redoute[2] ;
- Joseph Pollet-Derville (1895-1980), industriel, fondateur de La Redoute[2] ;
- Gérard Pollet (1916-1995), commandant de la Royal Air Force[réf. nécessaire] ;
- Charles Pollet-Deplanck (1920-?), homme d'affaires, dénommé « l'héritier de La Redoute », porté disparu en 1990 dans des circonstances suspectes[13] ;
- Jacques Pollet (1922-1997), pilote international de formule 1 ;
- Antoine Pollet (1926-2010), industriel, directeur de concession automobile[2] ;
- Fanny Pollet (1930-2016), femme de Joseph Henri Charles Pollet, victime d'extorsion et de torture en 2016[14] ;
- Francis-Charles Pollet (1945- ), industriel, fondateur de Promod ;
- Julien Pollet (1978- ), industriel, président directeur général de Promod ;
- Francis Pollet (1964- ), générale de division aérienne, commandant l'école de l'air (2013-2016).

## Alliances
Les principales alliances de la famille Pollet sont : Duthoit (brasseurs à Roubaix), Motte (filateurs de laine à Roubaix), Toulemonde (filateurs à Marcq-en-Baroeul).